# Comunicación visual
La comunicación visual es la transmisión de ideas e información en formas que se pueden percibir total o parcialmente con la vista. La comunicación visual se suele presentar o expresar en imágenes bidimensionales, e incluye: carteles, tipografía, dibujo, diseño gráfico, ilustración, diseño industrial, publicidad, animación, color y recursos electrónicos. Contempla también la idea de que un texto cuando va acompañado de un mensaje visual tiene un mayor poder para informar o persuadir a una persona o audiencia.

## Concepto
La comunicación visual hace referencia al conjunto de elementos gramaticales y sintácticos que operan en cualquier imagen visual. De igual manera  puede definirse como un sistema de comunicación que utiliza las imágenes como medio de expresión, es decir, transmite mensajes visuales.

## Lenguaje visual
Podríamos entender por lenguaje visual, al sistema de comunicación que utiliza como medio de expresión las imágenes y que pueden ser de gran utilidad a quienes las producen.

## Tipos de clasificación
Según la finalidad que se pretenda al transmitir el mensaje podemos distinguir tres clases distintas de lenguajes visuales:
- Lenguaje visual objetivo: es el que transmite una información de modo que posea sólo una interpretación. Por ejemplo, un dibujo científico.
- Lenguaje publicitario o propagandístico: su objetivo principal es informar sobre cierto servicio/producto y convencer y/o vender el mismo.
- Lenguaje artístico: posee una función estética, por encima de otras.

## Características de la comunicación visual
El lenguaje visual, a diferencia de otros tipos de lenguaje, posee sus propias características:
- Es de carácter universal pues su código es directo y de fácil interpretación, su mensaje traspasa fronteras de ahí su importancia en un mundo cada vez más globalizado.
- Puede ser intencional si es emitido por el hombre. Por ejemplo: las banderas de colores que califican el estado del mar en las playas.
- Puede ser casual si está fuera de su control. Por ejemplo: la imagen en el horizonte de un tornado acercándose

## Elementos
Cuando hablamos de comunicación visual no podemos limitarnos a un único tema, ya que el concepto comunicación visual puede ser tratado desde varias perspectivas. En este proceso intervienen los siguientes conceptos clave:
- Emisor: Quien emite el mensaje.
- Receptor: Quien recibe el mensaje.
- Mensaje: Lo que se trasmite.
- Código: Conjunto de normas y procedimientos que relacionan significantes con significados.
- Canal: Soporte a través del cual se trasmite el mensaje (periódicos, tv, cine y más etc.).

## Funciones de la comunicación visual
- Función expresiva o emotiva: Tienen como objetivo transmitir emociones. Se trata de imágenes utilizadas con finalidad sentimental.
- Función cognitiva, apelativa o exhortativa: Es aquella relacionada con la persuasión, cuyo objetivo es convencer. Los mensajes publicitarios son los usuarios por excelencia de esta función.
- Función referencial o informativa: Son imágenes cuyo objetivo es informar. Su función es ilustrar un texto o una noticia. Su uso es acusado en libros de texto o prensa, así como también en señales de tráfico.
- Función poética o estética: Consiste en aquella imagen que busca la belleza con sentido artístico, estético. Son imágenes que valen en sí mismas.
- Función fática: Se trata de aquella que tiene como objetivo llamar la atención. Es muy frecuente en el uso de contrastes, en los tamaños y al igual que la cognitiva es muy utilizada en los mensajes publicitarios.
- Función metalingüística: Es aquella función que se refiere al código, se ha de conocer el código para otorgarle un significado.
- Función descriptiva: Ofrece información detallada y objetiva sobre aquello que representa (dibujos científicos, mapas).

1 El término significante se utiliza en lingüística estructural y en la semiótica para denominar aquel componente material o casi material del signo lingüístico y que tiene la función de apuntar hacia el significado.
2 El significado es el concepto o idea que se asocia al signo en todo tipo de comunicación, como es el contenido mental. Este depende de cada persona, ya que cada una le asigna un valor mental al significado, pero por convención este significado debe ser igual para realizar una comunicación óptima.

## Otros elementos
El resto de elementos que influyen en este proceso comunicativo son el campo comunicativo, la marca, el signo y el símbolo.
Los movimientos que realizamos con nuestro cuerpo y con los sentidos, van dando una expresión consciente e inconscientemente, capaz de ser descifrado el mensaje que queramos dar, cada movimiento con lleva a una imagen que da señales a la persona con la que queramos comunicarnos, indiferencia, enojo, felicidad, angustia, tristeza, etc. sin necesidad de expresarlo con palabras. Algunos movimientos clave son la posición de las manos, piernas, movimiento de ojos y cejas, boca y sobre todo la posición de nuestro cuerpo.

### El campo
El campo de la comunicación visual es aquel que abarca este tipo de comunicación, podremos agruparlo en tres secciones temáticas:
- Dibujo, pintura, escultura, tatuajes, moda.
- Diseño gráfico, industrial, urbanístico, publicitario.
- Teatro, danza, cine, tv, signos, textos, sonido con imágenes.

### La marca
La marca es una señal, un rasgo distintivo que forma parte de un mensaje visual de afirmación, de aviso o de diferenciación.
- Huellas, tatuajes, piercing, firma, sellos,  marcas comerciales...
- Marcar en una prenda con nuestro nombre.
- Adornar nuestra indumentaria es marca de nuestra identidad.
- El uniforme de cada equipo deportivo.
- El sello distintivo que llevan los animales de ganaderías.

### El signo
Los signos son las imágenes que transmiten una indicación, una orden o una prohibición. La forma de estas imagen-signo o pictograma deben ser simples y claras, porque su finalidad es transmitir una información con la máxima rapidez. Ejemplos:
- Los gestos de nuestro rostro (tristeza, felicidad, desengaño...).
- Una mano levantada en gesto amenazante.
- Un dedo en los labios para indicar silencio.
- El lenguaje de los sordos.
- Los logotipos indicativos: aeropuerto, transporte público, señales.
- Los signos-letras de cada escritura.

### El símbolo
Por último, el símbolo, que designa la imagen que representa una idea, un recuerdo o un sentimiento. Cada cultura utiliza imágenes diversas a las que otorga valor de símbolo, y define estos valores según sus creencias, gustos y costumbres. Ejemplos:
- Una cruz roja símbolo de ambulancia, ayuda médica; en los países árabes es una media luna verde.
- El crucifijo cristiano, la media luna musulmana, y la estrella de David judía
- El negro; luto, amarillo; ánimo, el verde; esperanza y el rojo; pasión. En otros países el blanco es el color del luto
- Las banderas de cada país que los identifica como comunidad
- Paloma- paz
- Monumentos-símbolos. En Madrid el monumento al 11 M, los monumentos de batallas como arcos de triunfo, obeliscos... etc.

## Metodología de trabajo
Existen diversas ocasiones en las que el contenido audiovisual tiene un fin específico para una población objetivo, por lo que es necesario realizar un estudio de la población para poder transmitir de manera adecuada el mensaje deseado.